# Grzegorzowice Wielkie
Grzegorzowice Wielkie est une localité polonaise de la gmina d'Iwanowice, située dans le powiat de Cracovie en voïvodie de Petite-Pologne.